# Генрик Заремба
Генрик Заремба (пол. Henryk Mikołaj Zaremba; 10 вересня 1883, Новий Сонч — 26 червня 1954, Варшава) — польський архітектор, будівничий.

## Біографія
Народився 10 вересня 1883 року у Новому Сончі у заможній родині залізничника Болеслава Заремби (1845-1893) та Стефанії зі Стровських. В родині Зарембів крім Генрика було ще троє дітей — син Болеслав (приблизно на два роки молодшого) та двоє дочок, Марія і Гелена (померла від психічної хвороби 29 грудня 1918 року). По смерті батька у 1893 році Заремби спочатку переїхали Ґжибова, а потім й до Львова, де остаточно оселилися на вулиці Бема (нинішня Ярослава Мудрого). Навчався у львівській гімназії, яку не закінчив. У 1900-1904 роках навчався в Цісарсько-королівській державній промисловій школі у Кракові на будівельному відділі. Умовивши матір продати будинок у Сяноку, він поїхав до Мюнхена, де почав вивчати живопис. Після повернення він мав у неофіційні стосунки зі служницею родини Зарембів Пауліною Коваль (1885-1949), від якої мав сина Генрика (нар. 1907), а також з Емілією Маргеритою Ґорґон-Канською.
1909 року закінчив Цісарсько-королівську політехнічну школу у Львові. 1911 року заснував власну фірму. Споруджував житлові будинки у стилі модерн протягом 1911—1914 років. Від 1908 року член Краківського технічного товариства, а від 1919 — член надзвичайний Політехнічного товариства у Львові Член Спілки митців-декораторів у Перемишлі. Продовжив діяльність після війни. У 1930-х роках перейшов до стилістики функціоналізму. 1931 року в заміській віллі Заремби в Брюховичах під Львовом було вбито його доньку. Судова справа, на якій він виступав як свідок і потерпілий, набула значного розголосу в польській пресі, відома як «процес Ґорґонової». Згодом, самогубство вчинила дружина Заремби, а 1939 року внаслідок сходження лавини у Татрах загинув його 22-річний син, Станіслав. 1977 року вийшов фільм «Справа Ґорґонової», сюжет якої базувався на цих подіях.
Помер 26 червня 1954 року. Похований на військовому цвинтарі «Повонзки» у Варшаві (ділянка А34, ряд 7, місце 1).

## Роботи
- Палац спорту «Скейтінґ-рінґ» на вулиці Зеленій, 59 (1910). Співавтор Юліан Пінкерфельд. Зала споруджена із залізобетону з прозорим металево-скляним перекриттям, оздобленим вітражами Жегоцінського. Стіни прикрашено живописними панно Леонарда Вінтеровського, рельєфами і скульптурами на спортивну тематику Зигмунта Курчинського. Макет експонувався на архітектурній виставці 1910 року у Львові. Оздоблення приміщень втрачене[12].
- Будинок Зиґмунта Ґутвальда на нинішній вулиці Руставелі, 36 (1911)[13].
- Кам'яниця на нинішній вулиці Коциловського, 15 (1911). Співавтор Юліан Пінкерфельд, скульптор Тадеуш Блотницький. Первинний задум передбачав складний програмний цикл рельєфів Зиґмунта Курчинського, нереалізований. Проєкт експонувався на архітектурній виставці 1910 року у Львові[14].
- «Робітничий дім» у Перемишлі (1912). Театральну залу оздоблено скульптурами Зиґмунта Курчинського[14].
- Конкурсний проєкт торгових залів у Ярославі (проєкт 1912 року). Співавтор Рудольф Мацура[15].
- Будинок на нинішній вулиці Ярослава Стецька, 4 (1912). Скульптор Зиґмунт Курчинський.
- Школа імені Т. Ленартовича (нинішня гімназія «Престиж» з поглибленим вивченням іноземних мов) на вулиці Ветеранів, 11 (1913).
- Житлові будинки на нинішній вулиці Мушака, 48, 50, 52 у стилі раціонального модерну (1913). Співавтор Марцін Хшановський, скульптор Владислав Яроцький[16].
- Інтер'єри аптеки Стефана Стенцля у стилі модернізованого неоампіру та необідермаєру, що в будинку на площі Міцкевича, 8 (1922). Скульптор Петро Війтович)[17]
- Фабрика сільськогосподарської техніки на вулиці Городоцькій, 64 (1919—1922).
- Бічні вівтарі і лави костелу реколекційного дому єзуїтів у Львові (1923)[18].
- Дерев'яний костел Матері Божої Неустанної Помочі на Левандівці. Проєкт виконано 1921 року безоплатно, реалізовано протягом 1922—1923 років. Храм не збережений[19].
- Керівництво відбудовою залізничного вокзалу у Львові у 1920—1923. Фасад та інтер'єри було додатково оздоблено скульптурними групами та рельєфами Петра Війтовича[17].
- Павільйони Промислового банку на Східних торгах (авторство припускає Юрій Бірюльов). Скульптурне оздоблення ймовірно Зиґмунта Курчинського[20].
- Жіноча і чоловіча шестикласна школа у Львові в місцевості Левандівка, збудована 1924. Керував спорудженням Максиміліан Кочур[21].
- Вівтар костелу в місті Єдличі Підкарпатського воєводства (1924–1925). Скульптор Петро Війтович[17].
- Гуртожиток «Дім емігранта» у Львові. Розташований на кутовій ділянці на вулиці Коновальця, 12 та Русових, 4 (1930). Початковий проєкт передбачав будинок у стилі модерну з елементами неокласицизму, однак при реалізації фасади позбавлено оздоб, додано ще один поверх. Нині у будинку міститься гінекологічне відділення 5-ої лікарні[22].
- Керівництво спорудженням «Дому залізничників» у Львові на нинішній вулиці Федьковича, 54/56. Проєкт Ромуальда Міллера (1929—1937)[23].
- Каплиця у Крехові (1930—1939). Незавершена. Авторство приписується[24].
- Вежа костелу в Риманові[24].
- Вілла в Криниці-Здруй. Від 1920-х років належала медикові і письменнику Єжи Масьору і мала назву «Nemo»[25].

## Нереалізовані проєкти
- I премія на конкурсі проєктів готелю «Краківського» у Львові зі спорудами Товариства взаємного страхування державних службовців на розі нинішніх площі Соборної та вулиці Пекарської (1911). Співавтор Рудольф Мацура. Пізніше комплекс збудовано за проєктом Міхала Лужецького, котрий брав за зразок проєкт Заремби[26][27][28]
- Проєкт житлового комплексу Фонду військового квартирування між нинішніми вулицями Руставелі і Франка[29].
- II місце на конкурсі проєктів перебудови Скарбківського театру у Львові (1911). Співавтор Рудольф Мацура. Застосовано мотиви галицького ренесансу[30].

Галерея робіт Генрика Заремби
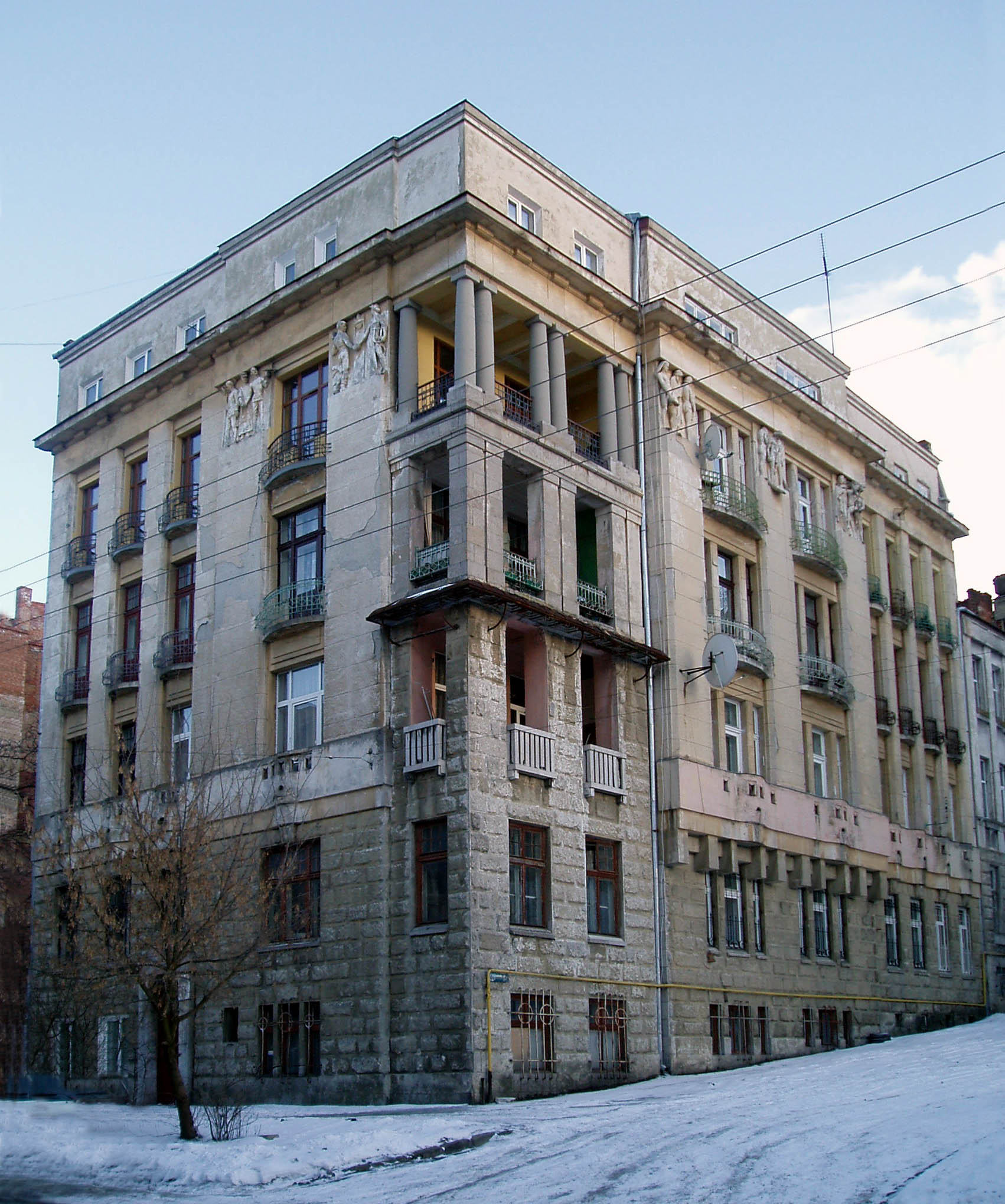
Кам'яниця (вул. Коциловського, 15 у Львові)
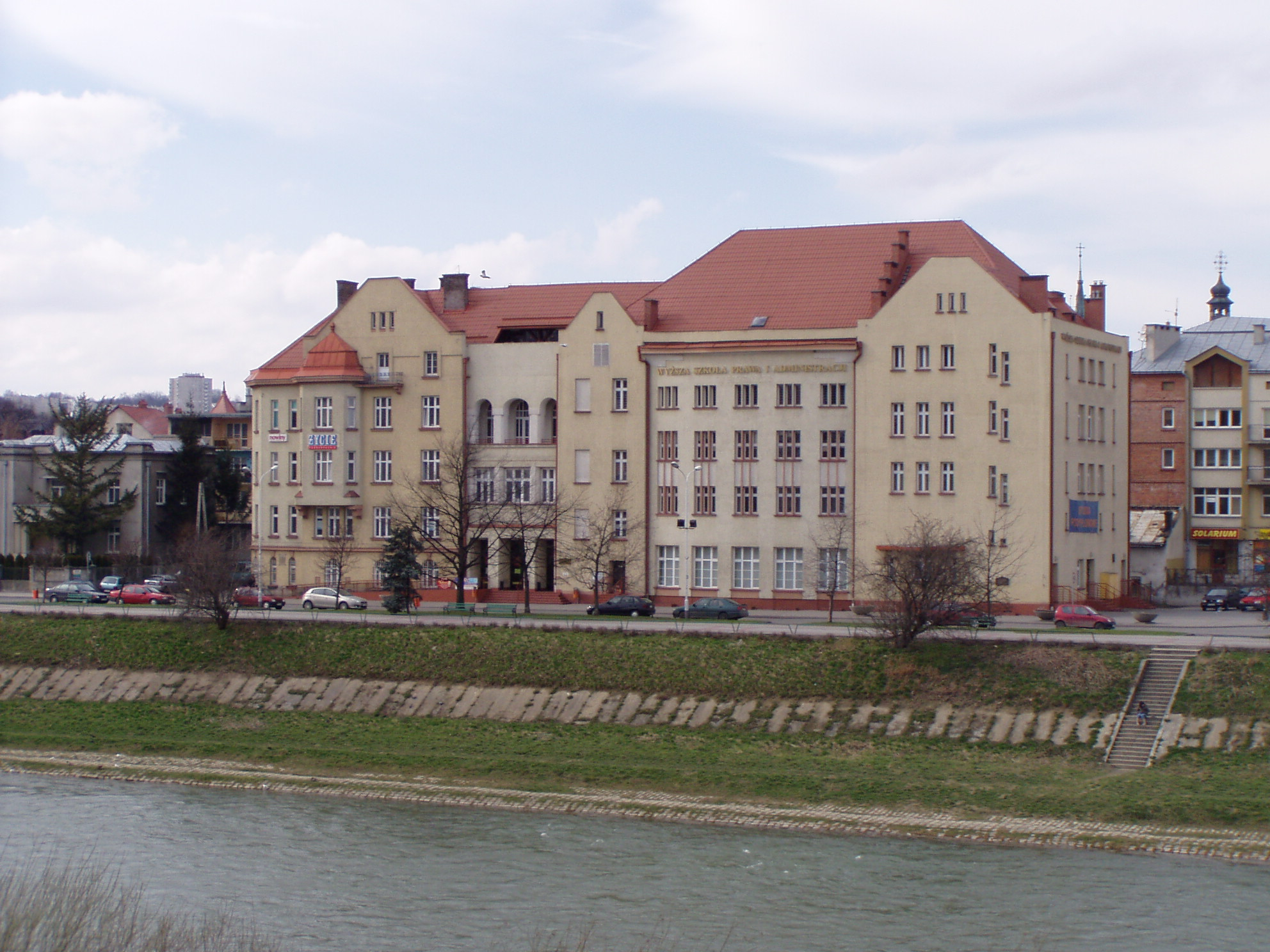
«Робітничий дім» у Перемишлі
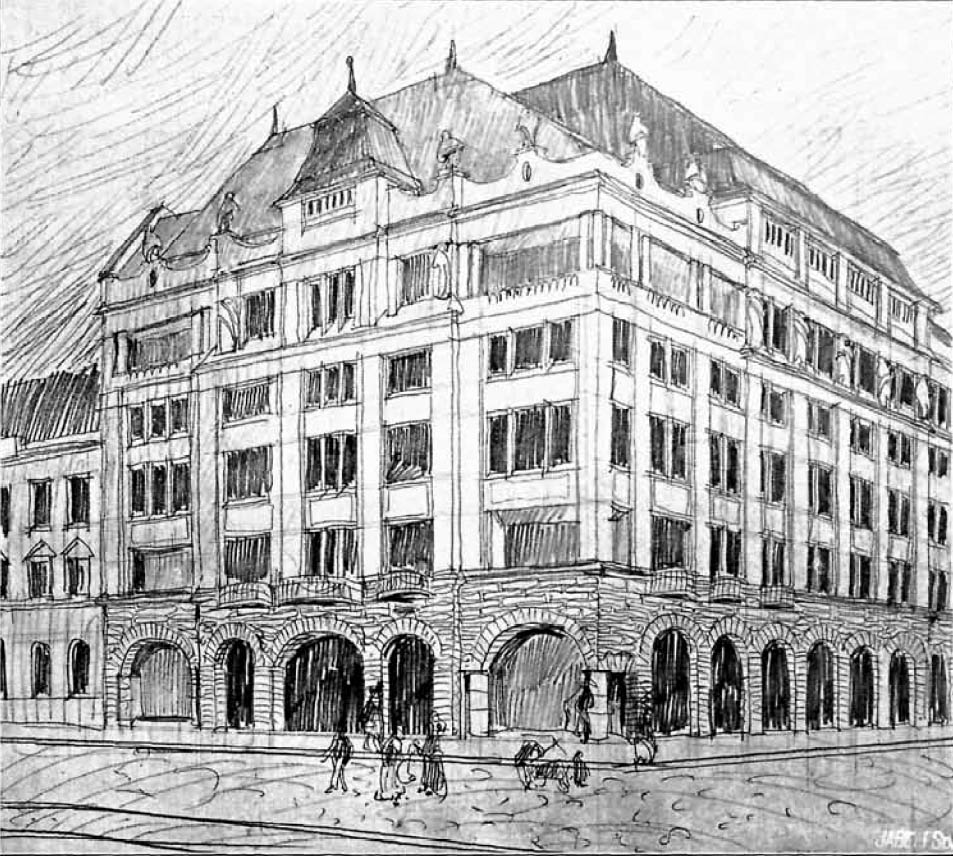
Нереалізований проєкт готелю «Краківський» у Львові
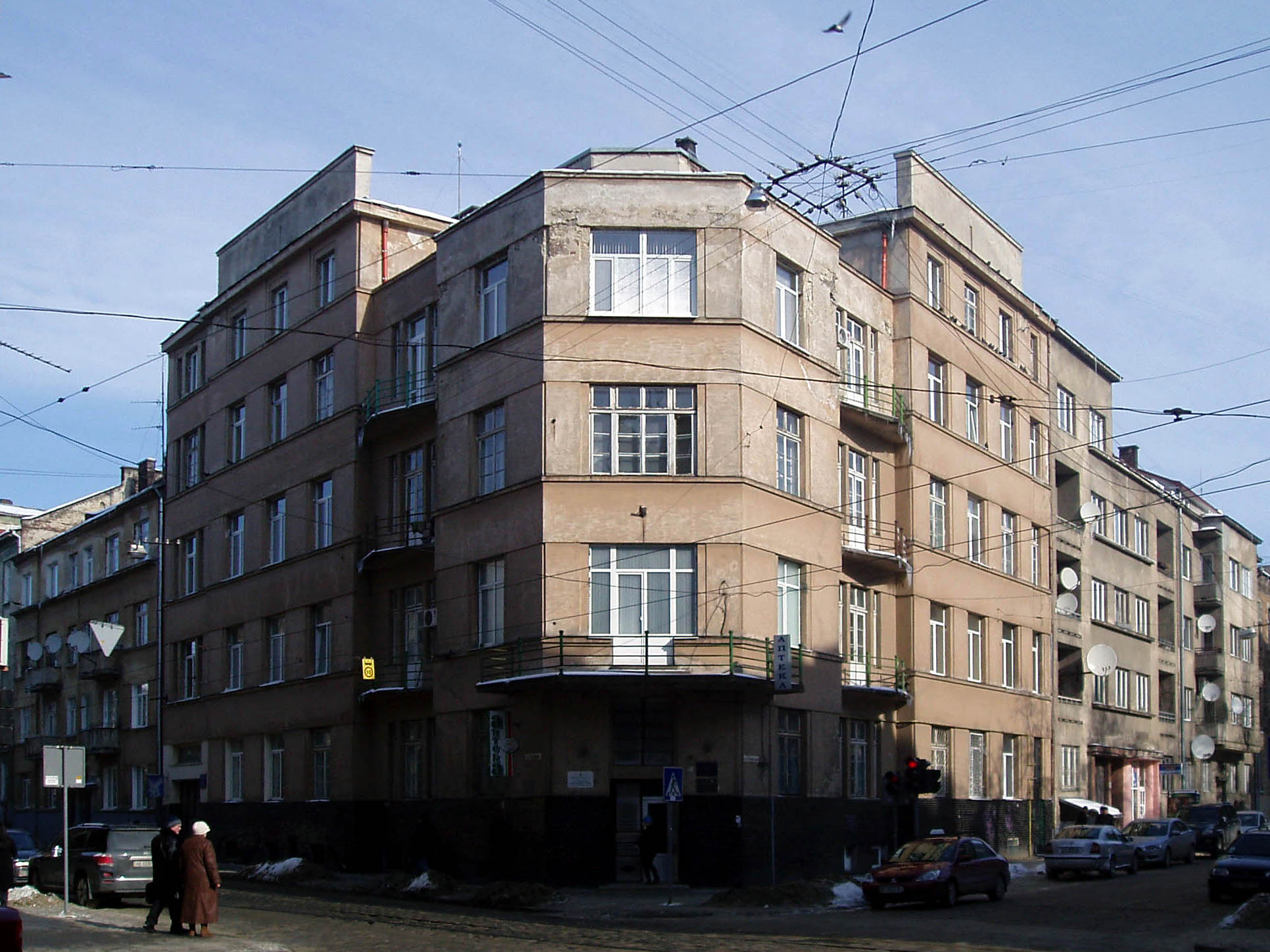
«Дім емігранта» у Львові
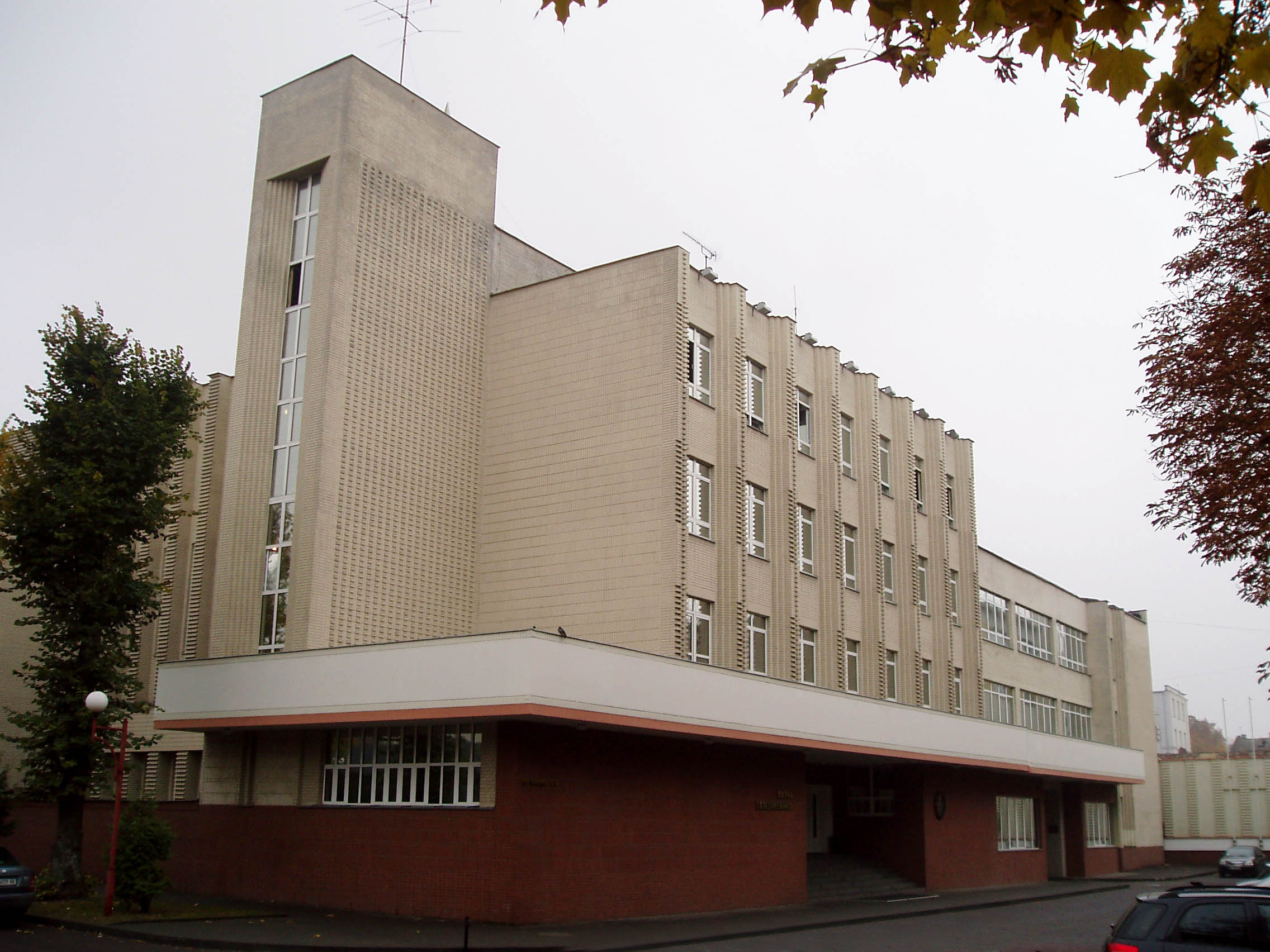
«Дім залізничників» у Львові